# Cervejaria Fürstenberg
A Cervejaria Fürstenberg (em alemão:  Fürstlich Fürstenbergische Brauerei) é uma cervejaria da Brau Holding International, que até 2004 pertencia à família nobre Fürstenhaus Fürstenberg. Localizada em Donaueschingen, a cervejaria produz pilsener, export e weissbier. Além destas cervejas padrão, outras também são produzidas. Em comemoração aos 725 anos do cessão do direito de produzir cerveja à família Fürstenberg, foi lançada no mercado a cerveja Edelbräu (do tipo pilsener).